# Volîțea-Morozovîțka, Ivanîci
Volîțea-Morozovîțka (în ucraineană Волиця-Морозовицька) este un sat în comuna Morozovîci din raionul Ivanîci, regiunea Volînia, Ucraina.

## Demografie
Componența lingvistică a localității Volîțea-Morozovîțka
     Ucraineană (99,58%)
     Alte limbi (0,42%)
Conform recensământului din 2001, majoritatea populației localității Volîțea-Morozovîțka era vorbitoare de ucraineană (99,58%), existând în minoritate și vorbitori de alte limbi.